# Монро (округ, Арканзас)
Монро́ (англ. Monroe County) — округ, расположенный в штате Арканзас, США с населением в 10 254 человека по статистическим данным переписи 2000 года. Столица округа находится в городе Кларендон, крупнейший город — Бринкли.
Округ Монро был сформирован 2 ноября 1829 года из территории соседних округов Арканзас и Филлипс, став двадцатым по счёту округом Арканзаса. Своё название округ Монро получил в честь пятого президента США Джеймса Монро.

## География
По данным Бюро переписи населения США округ Монро имеет общую площадь в 1608 квадратных километров, из которых 1572 кв. километра занимает земля и 39 кв. километров — вода. Площадь водных ресурсов округа составляет 2,38 % от всей его площади.

### Соседние округа
- Вудрафф — север
- Сент-Франсис северо-восток
- Ли — восток
- Филлипс — юго-восток
- Арканзас — юго-запад
- Прери — запад

## Демография

Диаграмма распределения населения округа по возрастным диапазонам. Данные переписи населения 2000 года

По данным переписи населения 2000 года в округе Монро проживало 10 254 человека, 2 733 семьи, насчитывалось 4 105 домашних хозяйств и 5 067 жилых домов. Средняя плотность населения составляла 7 человек на один квадратный километр. Расовый состав округа по данным переписи распределился следующим образом: 59,37 % белых, 38,79 % чёрных или афроамериканцев, 0,26 % коренных американцев, 0,13 % азиатов, 0,04 % выходцев с тихоокеанских островов, 1,14 % смешанных рас, 0,26 % — других народностей. Испано- и латиноамериканцы составили 1,29 % от всех жителей округа.
Из 4 105 домашних хозяйств в 29,30 % — воспитывали детей в возрасте до 18 лет, 46,10 % представляли собой совместно проживающие супружеские пары, в 16,70 % семей женщины проживали без мужей, 33,40 % не имели семей. 30,10 % от общего числа семей на момент переписи жили самостоятельно, при этом 15,10 % составили одинокие пожилые люди в возрасте 65 лет и старше. Средний размер домашнего хозяйства составил 2,47 человека, а средний размер семьи — 3,07 человека.
Население округа по возрастному диапазону по данным переписи 2000 года распределилось следующим образом: 27,90 % — жители младше 18 лет, 7,60 % — между 18 и 24 годами, 23,70 % — от 25 до 44 лет, 23,40 % — от 45 до 64 лет и 17,30 % — в возрасте 65 лет и старше. Средний возраст жителей округа составил 38 лет. На каждые 100 женщин в округе приходилось 88,50 мужчины, при этом на каждых сто женщин 18 лет и старше приходилось 83,30 мужчины также старше 18 лет.
Средний доход на одно домашнее хозяйство в округе составил 22 632 доллара США, а средний доход на одну семью в округе — 28 915 долларов. При этом мужчины имели средний доход в 25 299 долларов США в год против 17 117 долларов США среднегодового дохода у женщин. Доход на душу населения в округе составил 13 096 долларов США в год. 21,00 % от всего числа семей в округе и 27,50 % от всей численности населения находилось на момент переписи населения за чертой бедности, при этом 37,40 % из них были моложе 18 лет и 22,40 % — в возрасте 65 лет и старше.

## Главные автодороги
- I-40
- US 49
- US 70
- AR 1
- AR 17
- AR 39
- AR 86

## Населённые пункты
- Бринкли
- Кларендон
- Фарго
- Холли-Гров
- Ро